# Федермесер (культура)

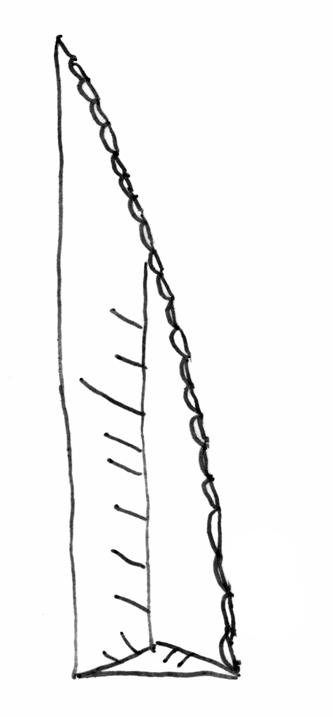
Вістря стріли, культура Федермесер

Федермесер — археологічна культура пізнього палеоліту Північно-Західної Європи (датована між 14000 і 12800 років тому).
Названа за характерними вістрями типу «федермесер» нім. Federmesser — пластини з притупленим краєм, розміром і формою нагадують лезо «перочинного ножа». Що є найбільш характерними знаряддями пізніше гляціального населення північної європейської рівнини під час алередського коливання (9850-8850 рр. до н. е.). Подібні пам'ятники зустрічаються в спорідненій крезвельській культурі на Британських островах.

## Поширення
Ця культура поширена на півночі Німеччини (вейленська й ріссенська групи), на північному сході Нідерландів (ріссенська група), у Північній Бельгії й Нідерландах (група тьонгер), у Данії та Польщі. У литві знайдені окремі крем'яні вироби.

## Генеза
Культура федермесер уважається локальним варіантом мадленської культури і датується за радіокарбоном 9980- 9500 роками до Різдва Христового. Вважається такою, що походить від азильської культури.
| Атерійський наконечник | Це незавершена стаття з археології. Ви можете допомогти проєкту, виправивши або дописавши її. |